# 中能登町ケーブルテレビネットワーク
中能登町ケーブルテレビネットワーク（なかのとまちケーブルテレビネットワーク）は、石川県鹿島郡中能登町が運営するケーブルテレビ局である。
町内のテレビ難視聴地域やADSL未整備地区の格差是正を図るために、総務省「地域情報通信基盤整備推進交付金」を使ってケーブルテレビ事業を2006年度に開始。2007年4月1日に開局した。光ファイバーを各戸に引き込むFTTH方式の施設である。
サービス開始時から業務を金沢ケーブルテレビネット（後の金沢ケーブル）に委託している。

## 放送センター所在地
- 石川県鹿島郡中能登町井田3部6番地7[3]

## サービス内容
チャンネルやサービスについては、金沢ケーブルの項目を参照。

### 中能登町によるサービス
- 中能登町自主放送「なかのとチャンネル」
- 音声告知端末サービス（録音再生機能の付いた端末による町からのお知らせ情報）
- 町内加入者間通話無料のIP電話サービス

### 金沢ケーブルからの提供サービス
- 多チャンネル放送サービス
- インターネットサービス

新規加入・利用サービス変更などは、中能登町役場に申し込む制度となっている。なお、金沢ケーブルで提供されているケーブルプラス電話（KDDI）は中能登町では対象外となっている。

## サービスエリア
- 中能登町全域[4]